# Kinnara (hinduismo)

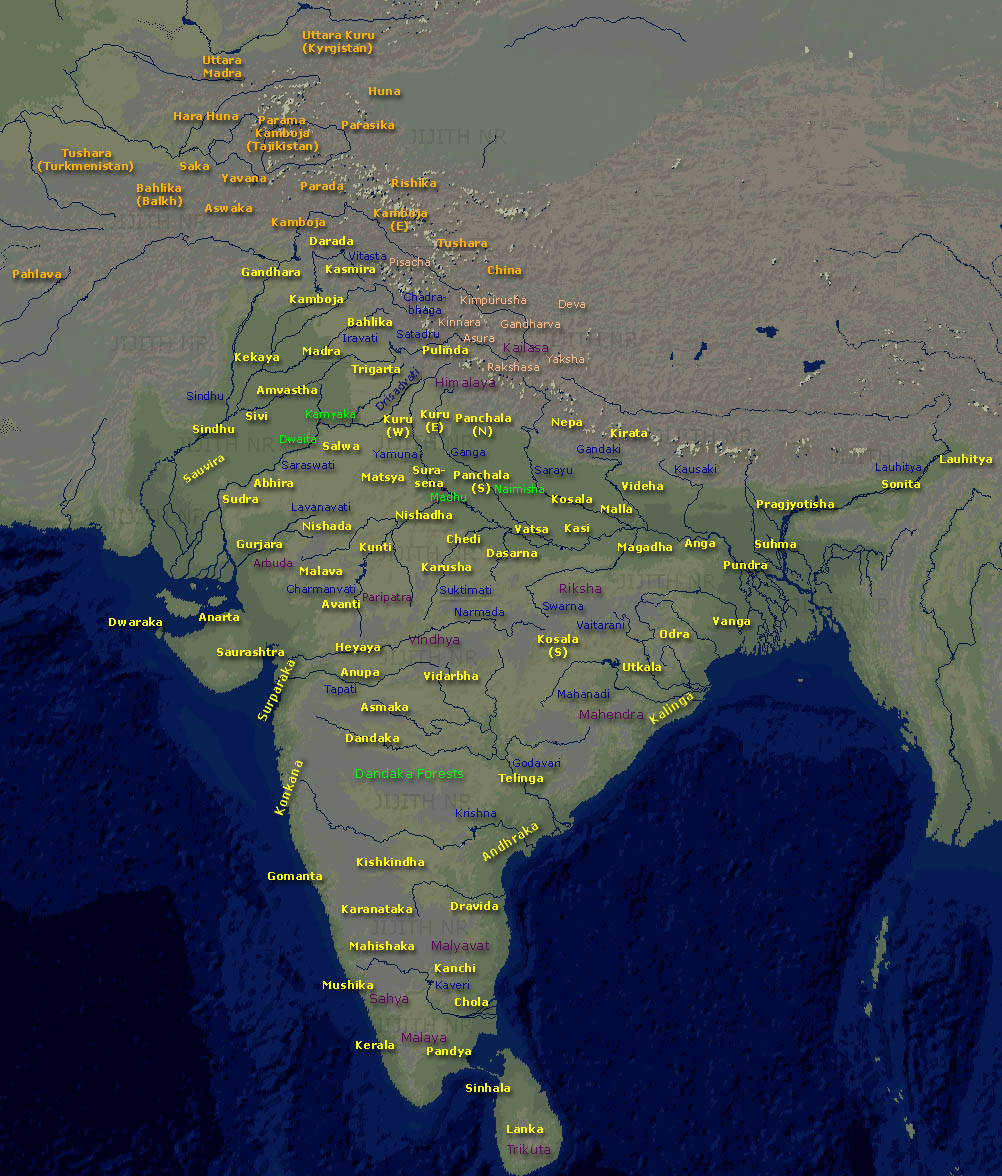
Mahabharata, Mapas de la historia de la India, Ramayana

En la literatura épica india, los kinnaras eran una tribu exótica, mencionada junto con otros como los devas (que incluían a los rudras, los maruts, los vasus y los aditias), los asuras (que incluían a los daitias, los dánavas y los kalakeias), los gandharvas, los kimpurushas, los vánaras, los suparnas, los ráksasas, los pisachas, los bhutas y iaksás. Ellos junto con otros, eran habitantes de los Himalayas. La gente de la llanura gangética los consideraba superhumanos.

## Etimología
El nombre sánscrito kimnara significa ‘¿qué humano?’ (¿esto es un ser humano?), siendo kim: ‘¿qué?’ y nara: ‘ser humano’.
Es similar al término kimpúrusha, que significa ‘¿qué varón?’ (¿esto es un varón?).
Estos seres mitad hombre y mitad caballo posiblemente dieron origen al centauro de la mitología griega.
A la palabra griega kentaurus se le aplica un par de etimologías posiblemente falsas: ken-taurus (‘matador de toros’) y kent-aurus (‘cien fuertes’).
En las esculturas egipcias también se pueden ver seres con cabeza de caballo o guerreros que emplean máscaras alargadas, que se asemejan a la cabeza de un caballo.

## Identificación actual
Se ha identificado que los kinnara vivieron en el actual distrito de Kinaur (cuyo nombre deriva del de esta etnia), que se encuentra en el estado de Himachal Pradesh (la ‘provincia de los Himalayas’, en la India). Un grupo de personas que viven en este distrito todavía se hacen llamar kinaurs. Podrían ser descendientes de los antiguos kinnaras.

## Leyenda kinnara
Los kinnaras fueron misteriosamente relacionados con los caballos. Los Puranas (textos de los últimos siglos a. C.) los mencionan como seres con cabeza de caballo. Específicamente mencionan a un asura que tenía cabeza de caballo, que era conocido como Jaia Griva (que en idioma sánscrito significa cuello de caballo, siendo jaia: ‘caballo’, y grīva: ‘cuello’). Este asura fue asesinado por un avatara del dios Visnú, que tomó una forma similar de figura humana con cuello de caballo.
La epopeya Majábharata, menciona a los kinnaras, pero no como seres con cabeza de caballo, sino como seres que eran mitad hombre y mitad caballo, como los centauros. El Majábharata y los Puranas dicen que la morada de los kinnaras se encontraban en las regiones del norte de los Himalayas, que también era el país de los kamboias.
Eran feroces guerreros expertos en montar a caballo y en pelear a caballo. Algunos de ellos eran tribus de ladrones que asaltaban las aldeas usando su experta caballería. El mito de los kinnaras probablemente vino de estos jinetes.
Otra referencia en el Majabhárata los considera como un subgrupo de los gandharvas.